# Antoinette Jelgersma
Antoinette Jelgersma (Oosterbeek, 18 december 1955) is een Nederlandse actrice.

## Biografie
Jelgersma studeerde in 1984 af aan de Toneelschool Arnhem. Zij speelde bij het Publiekstheater, Sater, Persona, Carrousel, het RO Theater en het Onafhankelijk Toneel. Sinds 1997 is zij vast verbonden aan het Nationale Toneel, waar zij regelmatig is te zien.
Behalve op het toneel speelt zij ook in films en televisieseries. In de tv-serie Beatrix, Oranje onder vuur uit 2012 speelde zij de rol van Koningin Juliana. 
Ook speelt Jelgersma de rol van hoofdcommissaris Marlies Kamphuis in de tv-serie Flikken Maastricht, waarin zij sinds het dertiende seizoen een hoofdrol heeft. Jelgersma verscheen al eerder in de serie, destijds nog in een gastrol.
In 2017 was ze te zien in seizoen 5 van Penoza.
Ook had zij een gastrol in de politieserie Smeris als Emma Deurlacher.

## Filmografie
- Wet & Waan - Mevrouw Bekker (2001)
- Ik ook van jou - Moeder van Reza (2001)
- Ernstige delicten - Hedda van Lier (2002)
- Russen - Hanna Kallenbach (2000-2002)
- Baantjer - Wilma Kuijpers (2005)
- De co-assistent - Dokter Voorthuizen (2008)
- Kom niet aan mijn kinderen - Moeder van Hanne (2010)
- Beatrix, Oranje onder vuur - Beatrix (2012)
- A'dam - E.V.A. - Clementien (2014)
- Mixed Up - Mevrouw Sinth (2015)
- Moordvrouw - Geneesheer-directrice (2015)
- De reünie - Elsbeth (2015)
- De Fractie - Moeder van Tim (2015)
- Riphagen - Esther Schaap (2016)
- Celblok H - Moeder van Kaat (2017)
- Meisje van plezier - Buurvrouw - (2017)
- Penoza - Maja (2017)
- Centraal Medisch Centrum - Verslavingsdeskundige (2018)
- Smeris - Emma Deurlacher (2018)
- Zuidas - Iet Verweij (2018)
- Flikken Maastricht -  hoofdcommissaris Marlies Kamphuis (2016-2021)

## Prijzen
Voor haar hoofdrol in Over Dieren van Elfriede Jellinek (regie: Susanne Kennedy) bij het Nationale Toneel werd ze genomineerd voor de Theo d’Or. In 2015 won ze de Colombina voor haar rol in Genesis, onder regie van Johan Doesburg, eveneens bij het Nationale Toneel.